# Hubert Lenoir
Hubert Lenoir (de son vrai nom Hubert Chiasson) est un auteur-compositeur-interprète et producteur de musique québécois originaire de Québec au Canada. Il connaît du succès en 2018 à la suite de la parution de Darlène, son premier album solo.
Cultivant une certaine androgynie et multipliant les provocations lors de ses apparitions en public, Hubert Lenoir revendique la « liberté d'être soi-même » et de suivre son instinct.

## Biographie
Natif de Courville (Beauport) en banlieue de Québec , Hubert Chiasson entame des études mêlant ses intérêts sportifs, notamment dans la pratique du ski acrobatique, et ses intérêts artistiques dans la chanson. À l'âge de 17 ans, il rejoint son frère aîné Julien à la tête du groupe The Seasons, qui a connu un succès instantané et l’a entraîné dans une tournée de près de deux ans, de Berlin à Los Angeles en passant par Baie-Saint-Paul. Le groupe de musique fait paraître en 2014 l'album Pulp, remarqué par la critique.

### L'albumDarlèneet début de carrière solo
En 2018, Lenoir se lance dans une carrière solo et publie son premier album studio, Darlène. Album concept traitant d'une aventure entre une jeune femme de Québec et un touriste américain suicidaire, il est lancé conjointement avec un roman du même nom écrit par l’écrivaine Noémie D. Leclerc, sa meilleure amie et son amie de cœur. L'album et le roman ont pour trame commune le rejet d'une routine quotidienne étouffante. Darlène révèle de nombreuses influences, notamment le glam rock, le rock psychédélique, le jazz et la chanson,. Hubert Lenoir, qui refuse les classifications, qualifie cet album d'« opéra post-moderne». L'album est salué par la critique à sa sortie.
À sa sortie, l'album reste dans l'ombre jusqu'à ce qu'Hubert Lenoir soit invité à la finale de l'édition 2018 de La Voix. C'est une émission de téléréalité musicale québécoise, animée par Charles Lafortune et diffusée sur le réseau TVA1, pour y interpréter son single Fille de personne II. À la fin de sa performance, celui-ci fait scandale en montrant son tatouage représentant une fleur de lys, apposé sur sa fesse gauche. Un peu plus d'une semaine plus tard, Hubert Lenoir est sacré Révélation Radio-Canada 2018-2019 dans la catégorie chanson, puis Darlène est choisi comme finaliste pour le prix Polaris 2018,.
Le 14 octobre 2018, Hubert Lenoir fait une apparition à Tout le monde en parle, où il est interviewé par Guy A. Lepage. L'auteur-compositeur-interprète fait de nouveau scandale alors qu'il déclare, relatif à l'attention médiatique négative entourant sa récente popularité, vouloir, par moments se « crisser en feu »,. Ce commentaire causera un tollé médiatique.
Le 28 octobre 2018, il remporte quatre Prix Félix au 40ᵉ gala de l'ADISQ dans les catégories Révélation de l'année, Album pop de l'année, Chanson pop de l'année et Choix de la critique,.

### PICTURA DE IPSE: musique directeet consécration musicale

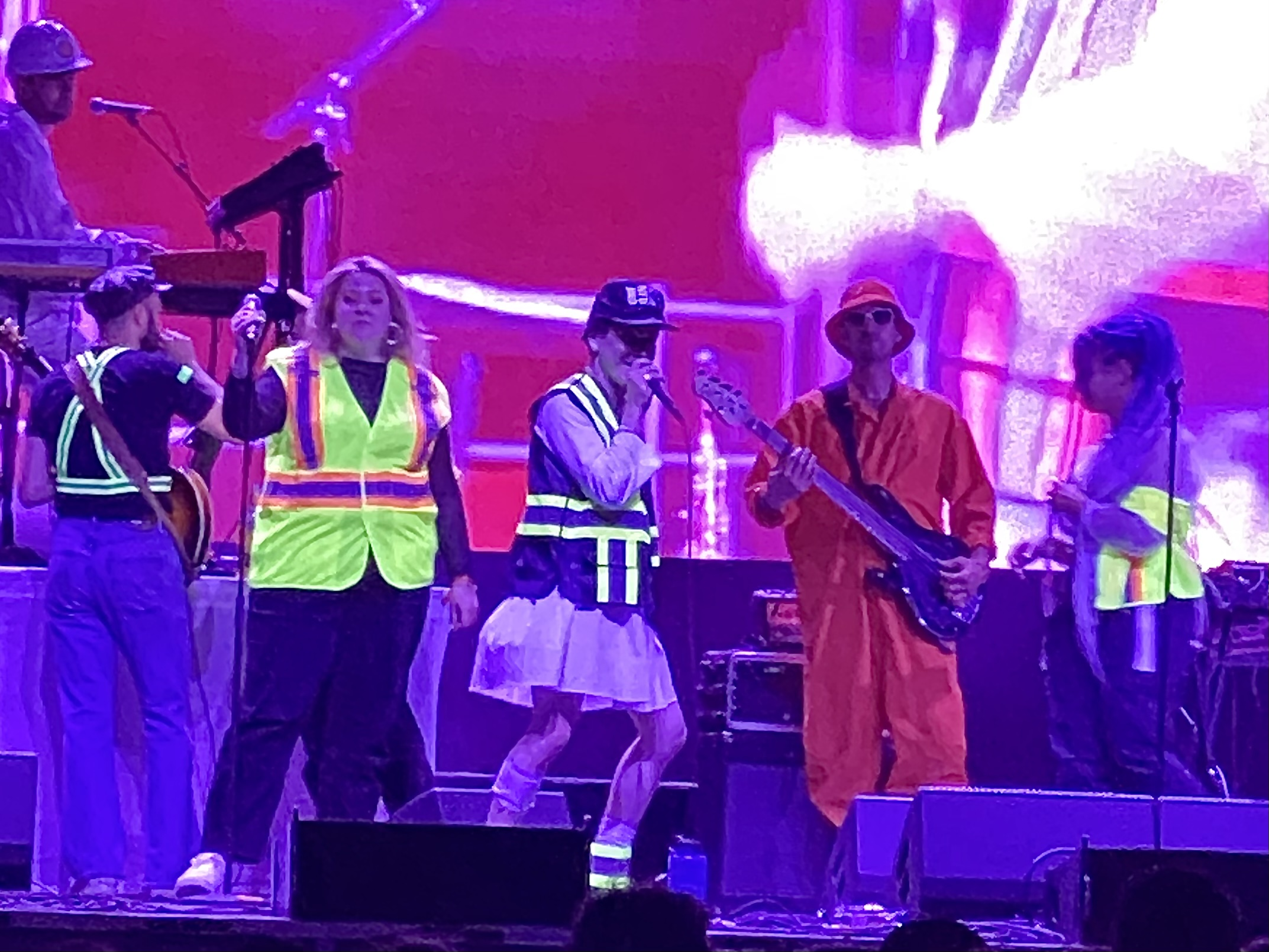
Hubert Lenoir au Festival d'été de Québec (FEQ) en juin 2022.

En 2022, Lenoir lance son deuxième album, PICTURA DE IPSE: musique directe. L'album s'inspire notamment du cinéma direct, une approche cinématographique développée au Québec, entre autres par Pierre Perrault et Michel Brault, où les protagonistes ont conscience d'être filmés, reflétant donc de réelles réactions véridiques. Par sa « musique directe », Lenoir va donc parsemer, au cours de l'album, des bribes de conversations enregistrées avec des proches. Tel que l'explique le média américain Pitchfork, « Les 20 chansons s'enchaînent et donnent l'impression d'écouter un montage audio de près d'une heure, avec des fragments de mots qui éclairent les pensées intérieures de l'artiste de 25 ans. »   

Cet album aura un succès critique important, lui valant 11 nominations au 44e Gala des prix Félix. Il en remportera finalement sept, dont Artiste de l’année - Rayonnement international, Compositeur de l’année pour PICTURA DE IPSE : musique directe et Interprète masculin de l’année. Il sera également parmi les finalistes de la courte liste du Prix de musique Polaris en 2022, en plus de gagner le prix de la chanson SOCAN pour sa chanson « Secret ». Tel que l'explique Jesse Lock du blog musical Pitchfork, 
PICTURA DE IPSE est un projet fascinant, mais il souffre d'être trop chargé, pas assez cuit et incohérent par rapport à la pop grandiloquente de ses débuts. Heureusement, Lenoir ne manque pas d'idées, et même ses expériences à moitié réussies sont diablement amusantes.
La tournée de spectacles suivant la publication de l'album suscitera beaucoup d'engouement, notamment avec des performances importantes au Festival d'été de Québec, et aux Francos de Montréal là où il performe devant près de 50 000 spectateurs. Reconnu pour son énergie débordante lors de ses performances, Hubert Lenoir se méritera une nomination pour la catégorie « spectacle de l'année » au 45ᵉ Gala des prix Félix.

## Vie personnelle
Hubert Lenoir habite, en date de 2023, dans le quartier St-Roch à Québec, avec son amoureuse et sa gérante nommée Noémie. Il a travaillé beaucoup au complexe musical Le Pantoum. Il signe d'ailleurs une lettre en 2024 avec une vingtaine d'artistes pour réclamer de l'aide financière pour la salle.

## Prix et Distinctions
- 2023 - Nomination «Spectacle de l'année» pour le spectacle PICTURA DE IPSE Tour, 45ᵉ Gala des prix Félix, organisé par l'Association québécoise de l'industrie du disque, du spectacle et de la vidéo - ADISQ
- 2023 - Nomination «Album francophone de l'année» pour l'album PICTURA DE IPSE : musique directe, Prix Juno
- 2022 - Lauréat « Artiste de l’année - Rayonnement international », 44e Gala des Prix Félix
- 2022 - Lauréat « Interprète masculin de l'année »[28], Gala de l'ADISQ
- 2022 - Lauréat « Compositeur de l’année pour PICTURA DE IPSE : musique directe », Gala de l'ADISQ
- 2022 - Nomination pour la catégorie « spectacle de l'année », Gala de l'ADISQ
- 2022 - Lauréat prix de la chanson SOCAN[29]
- 2019 - Coup de cœur « Sélection chanson 2019 » de l’Académie Charles-Cros pour Darlène, remis le 26 avril 2019  au Théâtre de Pézenas dans le cadre du festival Printival Boby Lapointe[30]
- 2018 / 2019  - La Révélation Radio-Canada dans la catégorie « chanson »[2]
- 2018 - Lauréat « Révélation de l’année », 40e Gala des Prix Félix
- 2018 - Lauréat « Album de l’année - Pop » pour l’album Darlène, Gala de l'ADISQ
- 2018 - Lauréat « Chanson de l’année » pour la chanson Fille de personne II, Gala de l'ADISQ
- 2018 - Lauréat « Album de l’année - Choix de la critique » pour l’album Darlène, Gala de l'ADISQ
- 2018 - Nomination « Interprète masculin de l’année », Gala de l'ADISQ
- 2018 - Nomination « Arrangeur de l’année » pour l’album Darlène, Gala de l'ADISQ
- 2018 - Nomination « Réalisateur de l’année » pour l’album Darlène, Gala de l'ADISQ
- 2018 - Prix «Révélation», Gala de la SOCAN
- 2018 - Prix Eval-Maginat pour le talent émergent, Gala de la SPACQ
- 2018 - Finaliste pour l’album Darlène, Prix de musique Polaris
- 2018 - Lauréat « Prix Espoir FEQ » [31], Festival d’été de Québec
- 2018 - Lauréat « Prix Félix-Leclerc de la Chanson », Fondation Félix-Leclerc